# Indice Bolsa General
L'indice Bolsa General est un indice boursier de la bourse de Buenos Aires. Il se compose de 74 des principales capitalisations boursières de l'Argentine.

## Composition
Au 16 août 2011, l'indice se composait des titres suivants :
| Symbole  | Société                                  | Poids indiciel | Secteur                       |
| -------- | ---------------------------------------- | -------------- | ----------------------------- |
| AGRO AR  | Agrometal                                | 0,05 %         | Machinerie                    |
| ALPA AR  | Alpargatas                               | 0,26 %         | Textile                       |
| ALUA AR  | Aluar Aluminio Argentino                 | 5,24 %         | Métaux et minier              |
| APBR AR  | Petroleo Brasileiro                      | 9,52 %         | Pétrole                       |
| APSA AR  | Alto Palermo                             | 1,64 %         | Immobilier                    |
| AUSO AR  | Autopistas del Sol                       | 0,03 %         | Construction et ingénierie    |
| BHIP AR  | Banco Hipotecario                        | 1,98 %         | Services financiers           |
| BMA AR   | Banco Macro                              | 4,88 %         | Banque commerciale            |
| BOLT AR  | Boldt                                    | 0,74 %         | Services commerciaux          |
| BPAT AR  | Banco Patagonia                          | 2,22 %         | Banque commerciale            |
| BRIO AR  | Banco Santander Río                      | 0,46 %         | Banque commerciale            |
| CADO AR  | Carlos Casado                            | 0,22 %         | Conglomérat                   |
| CAPU AR  | Caputo                                   | 0,1 %          | Construction et ingénierie    |
| CAPX AR  | Capex                                    | 0,63 %         | Électricité                   |
| CARC AR  | Carboclor                                | 0,06 %         | Pétrole                       |
| CECO2 AR | Endesa Costanera                         | 0,37 %         | Électricité                   |
| CELU AR  | Celulosa Argentina                       | 0,39 %         | Papetier                      |
| CEPU2 AR | Central Puerto                           | 1,13 %         | Électricité                   |
| CGPA2 AR | Camuzzi Gas Pampeana                     | 0,31 %         | Gazier                        |
| COLO AR  | Colorin                                  | 0,03 %         | Chimie                        |
| COME AR  | Sociedad Comercial del Plata             | 0,11 %         | Conglomérat                   |
| CRES AR  | Cresud SACIF y A                         | 1,99 %         | Agroalimentaire               |
| CTIO AR  | Consultatio                              | 0,71 %         | Immobilier                    |
| DGCU2 AR | Distribuidora de Gas Cuyana              | 0,33 %         | Gazier                        |
| DYCA AR  | DYCASA                                   | 0,12 %         | Construction et ingénierie    |
| EDN AR   | Empresa Distribuidora Y Comercializadora | 0,49 %         | Électricité                   |
| ERAR AR  | Siderar SAIC                             | 7,05 %         | Métaux et minier              |
| ESTR AR  | Angel Estrada y Cia.                     | 0,1 %          | Médias                        |
| FERR AR  | Ferrum SA de Ceramica y Metalurgia       | 0,18 %         | Matériaux de construction     |
| FIPL AR  | Fiplasto                                 | 0,07 %         | Papetier                      |
| FRAN AR  | BBVA Banco Francés                       | 4,13 %         | Banque commerciale            |
| GALI AR  | Banco de Galicia y Buenos Aires          | 0,26 %         | Banque commerciale            |
| GAMI AR  | Boldt Gaming                             | 0,66 %         | Technologies de l'information |
| GARO AR  | Garovaglio Y Zorraquin                   | 0,04 %         | Conglomérat                   |
| GBAN AR  | Gas Natural Ban                          | 0,26 %         | Gazier                        |
| GCLA AR  | Grupo Clarin                             | 2,49 %         | Médias                        |
| GGAL AR  | Grupo Financiero Galicia                 | 2,8 %          | Banque commerciale            |
| GRIM AR  | Grimoldi                                 | 0,06 %         | Textile                       |
| INAG AR  | Insumos Agroquimicos                     | 0,01 %         | N/A                           |
| INDU AR  | Solvay Indupa                            | 0,65 %         | Chimie                        |
| INTR AR  | Introductora Buenos Aires                | 0,07 %         | Métaux et minier              |
| INVJ AR  | Inversora Juramento                      | 0,32 %         | Agroalimentaire               |
| IRSA AR  | IRSA Inversiones y Representaciones      | 1,86 %         | Immobilier                    |
| JMIN AR  | Juan Minetti                             | 1,05 %         | Matériaux de construction     |
| LEDE AR  | Ledesma                                  | 2,19 %         | Agroalimentaire               |
| LONG AR  | Longvie                                  | 0,06 %         | Bâtiment                      |
| METR AR  | MetroGas                                 | 0,14 %         | Gazier                        |
| MIRG AR  | Mirgor SACIFIA                           | 0,27 %         | Composants automobiles        |
| MOLI AR  | Molinos Rio de la Plata                  | 4,77 %         | Agroalimentaire               |
| MORI AR  | Morixe Hermanos                          | 0,04 %         | Agroalimentaire               |
| OEST AR  | Grupo Concesionario del Oeste            | 0,17 %         | Construction et ingénierie    |
| PAMP AR  | Pampa Energia                            | 1,81 %         | Électricité                   |
| PATA AR  | SA Importadora y Exportadora             | 0,89 %         | Distribution                  |
| PATY AR  | Quickfood                                | 0,35 %         | Agroalimentaire               |
| PERK AR  | Pertrak                                  | 0,01 %         | Machinerie                    |
| PESA AR  | Petrobras Argentina                      | 4,86 %         | Pétrole                       |
| POLL AR  | Polledo                                  | 0,02 %         | Construction et ingénierie    |
| PSUR AR  | Petrolera del Conosur                    | 0,05 %         | Pétrole                       |
| REP AR   | Repsol YPF                               | 0,19 %         | Pétrole                       |
| RIGO AR  | Rigolleau                                | 0,55 %         | Container et emballage        |
| ROSE AR  | Instituto Rosenbusch                     | 0,03 %         | Pharmacie                     |
| SALO AR  | Ceramica San Lorenzo                     | 0,05 %         | Matériaux de construction     |
| SAMI AR  | SA San Miguel AGICI y F                  | 0,31 %         | Agroalimentaire               |
| SEMI AR  | Molinos Juan Semino                      | 0,14 %         | Agroalimentaire               |
| STD AR   | Banco Santander                          | 0,24 %         | Banque commerciale            |
| STHE AR  | Socotherm Americas                       | 0,56 %         | Énergie                       |
| TECO2 AR | Telecom Argentina                        | 12,93 %        | Télécommunications            |
| TEF AR   | Telefonica                               | 0,15 %         | Télécommunications            |
| TGLT AR  | TGLT                                     | 0,51 %         | Bâtiment                      |
| TGNO4 AR | Transportadora Gas del Norte             | 0,27 %         | N/A                           |
| TGSU2 AR | Transportadora de Gas del Sur            | 1,6 %          | Gazier                        |
| TRAN AR  | Transener                                | 0,17 %         | Électricité                   |
| TS AR    | Tenaris                                  | 10,19 %        | Énergie                       |
| YPFD AR  | YPF SA                                   | 0,43 %         | Pétrole                       |